# Dörenhagen
Dörenhagen is een plaats in het oosten van de Duitse gemeente Borchen, deelstaat Noordrijn-Westfalen, en telt 1.534 inwoners (gemeentestatistiek per 31 december 2019). Iets ten zuiden van het eigenlijke dorp ligt een Busch geheten gehucht.
Ten noorden van het dorp loopt de Bundesstraße 68 noordwestwaarts naar Paderborn.
Ten zuidwesten van het dorp ligt een groot bos, waar wandelingen mogelijk zijn.
In het dorp Dörenhagen staat een H. Kruiskapel. Deze bedevaartkapel wordt ter plaatse Kapelle zur hilligen Seele genoemd.

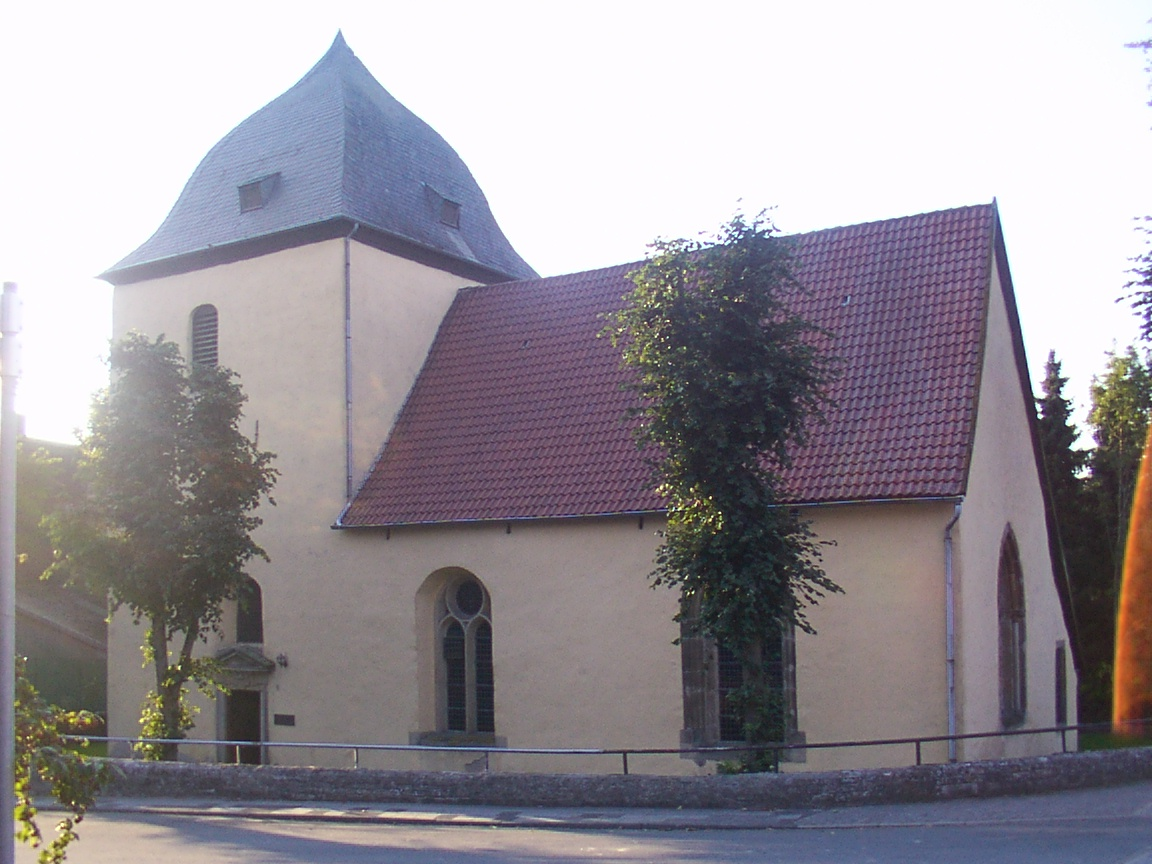
St. Meinolfkerk, Dörenhagen
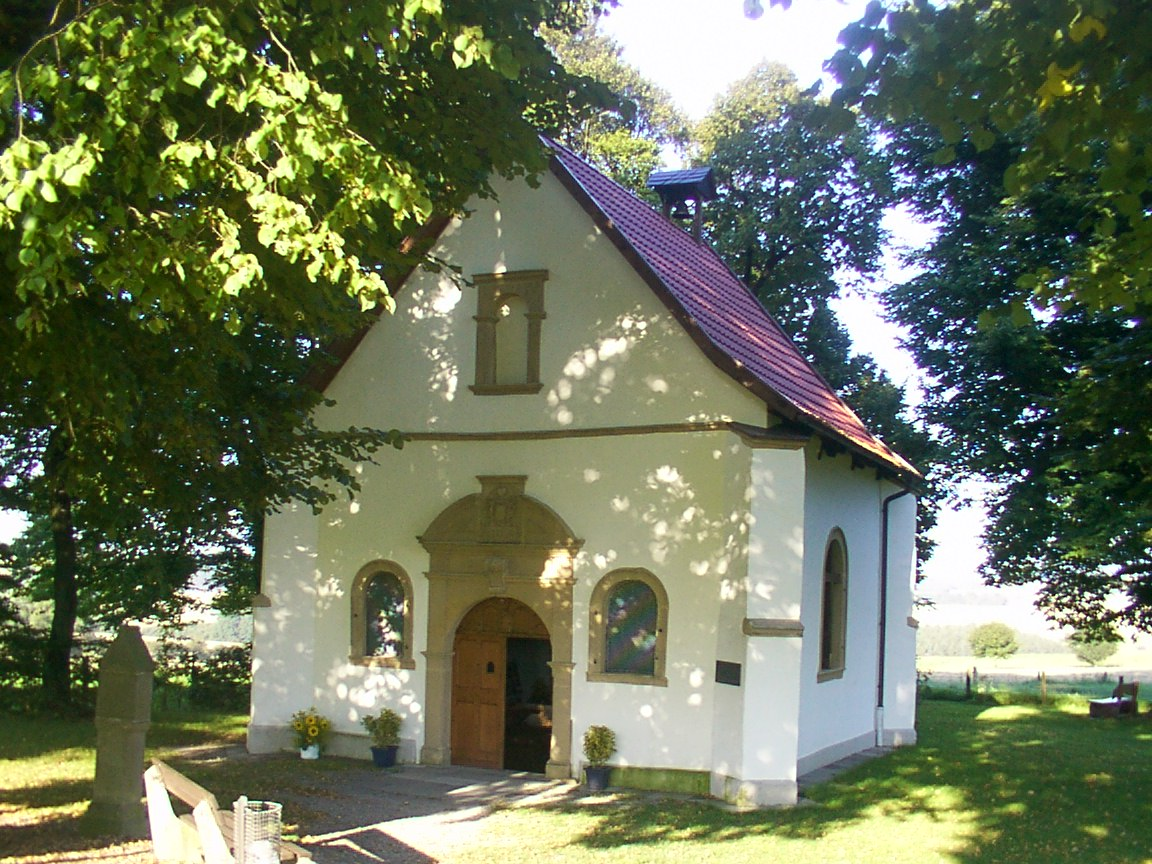
H. Kruiskapel te Dörenhagen
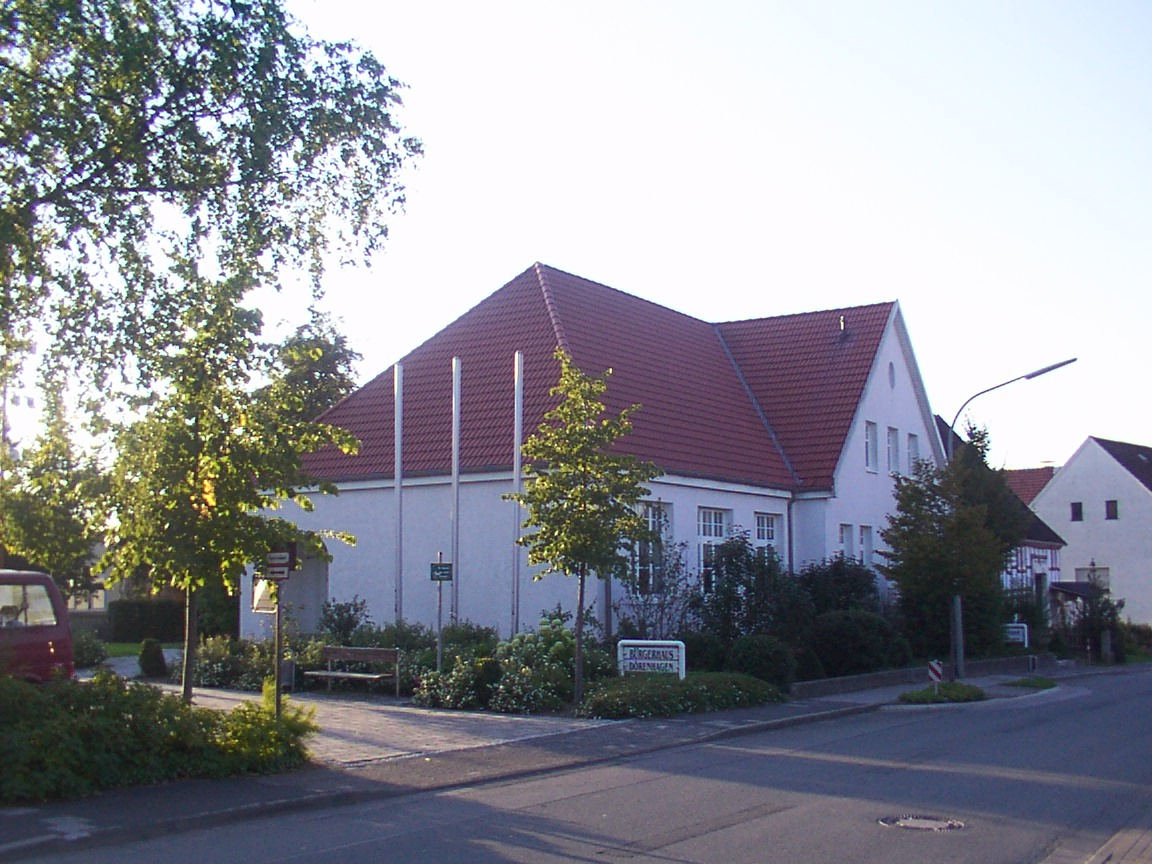
Dörenhagen Bürgerhaus (dorpshuis)
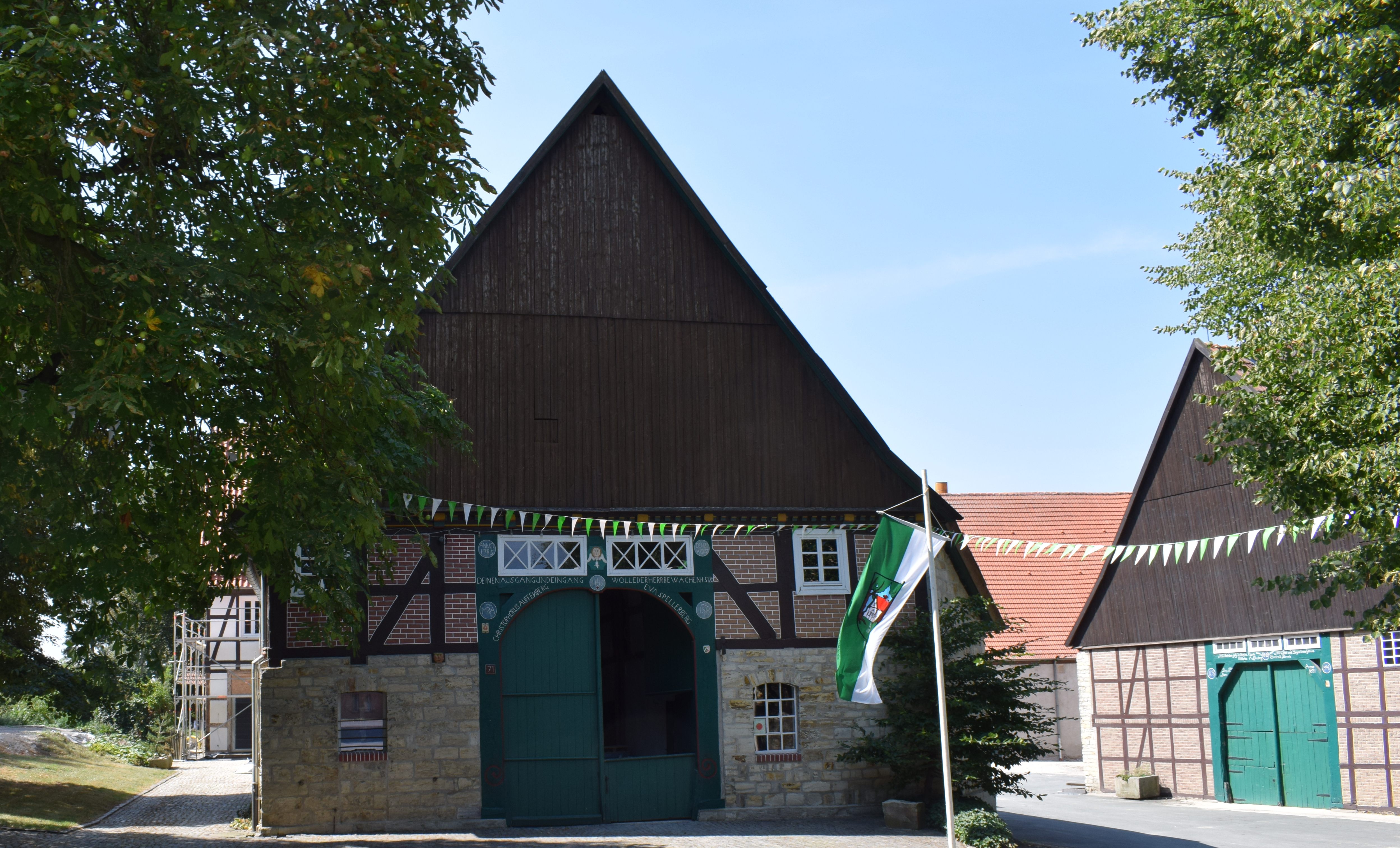
Monumentale oude boerderij bij Dörenhagen

Zie voor meer gegevens, o.a. over de geschiedenis, onder Borchen.